# 정병칠
정병칠(鄭炳七)은 일제강점기에 경찰과 내통하며 항일 운동가를 밀고한 인물이다.

## 생애
전라남도 목포부에서 음식점을 경영했다는 것 외에는 신상에 대한 정보가 남아 있지 않다. 광주학생운동의 후속 사건으로 목포의 학생 조직이 발각나 검거되었을 때 취조 형사에게 밀정 노릇을 하겠다는 약속을 하고 출감한 이후 밀정 활동을 벌인 것으로 알려졌다.
일제 강점기 말기인 1941년에 친구가 쇼와 천황의 부인 고준 황후와 의민태자 이은 사이에 연애 관계가 있었다는 말을 하자, 이를 목포경찰서에 밀고하였다. 친구는 불경죄로 구속되어 징역 1년 6개월형을 선고받고 복역하다가 고문으로 건강을 잃어 보석으로 출옥한 후 사망했다.
또한, 자신이 검거되었던 목포 사건의 지도자였던 항일 운동가 배치문에게 태평양 전쟁은 일본 제국의 침략 전쟁이니 반드시 패망할 것이라는 말을 듣고 이 사실을 밀고했다. 결국 배치문은 1942년에 옥사했다.
제1공화국 수립 후인 1949년에 반민족행위처벌법에 따라 반민특위가 활동을 시작하자, 3월 22일에 반민특위 전남지부에 체포되었다. 공판 과정에서 정병칠은 혐의 사실을 부인하였으며, 기소조서가 날조되었다고 항의하였다.
반민특위가 밀정 혐의로 체포한 피의자는 총 44명이며, 이 가운데 정병칠을 포함하여 21명이 기소되었다. 21명 가운데 한국 전쟁으로 재판이 중단되기 전까지 최종 판결을 받은 사람은 3명이며, 이 중 두 명은 무죄 선고를 받았다. 정병칠은 유일하게 유죄가 선고되어 공민권 2년 정지형을 선고받았다.
2002년에 민족정기를 세우는 국회의원모임이 광복회와 함께 선정한 친일파 708인 명단 중 밀정 부문에 포함되었다.

## 참고자료
- “일제 밀정 鄭炳七에 대한 제1회 공판 개정”. 연합신문. 1949년 6월 21일.